# John Flett (rugby à XV)
Pas d'image ? Cliquez ici

a Compétitions nationales et continentales officielles uniquement.

b Matchs officiels uniquement.
Dernière mise à jour le 27 juin 2025.
John Flett, né le 15 juin 1963 à Manly (Nouvelle-Galles du Sud, Australie), est un ancien joueur de rugby à XV qui a joué avec l'équipe d'Australie. Il évoluait au poste d'ailier. 

## Carrière
John Flett obtient sa première sélection avec l'équipe d'Australie le 8 juillet 1990 contre les États-Unis. Son dernier test match est contre l'équipe des Samoa, le 9 octobre 1991.

## Palmarès
- Nombre de test matchs avec l'Australie : 4

- Vainqueur de la Coupe du monde 1991